# پیتزای رمی

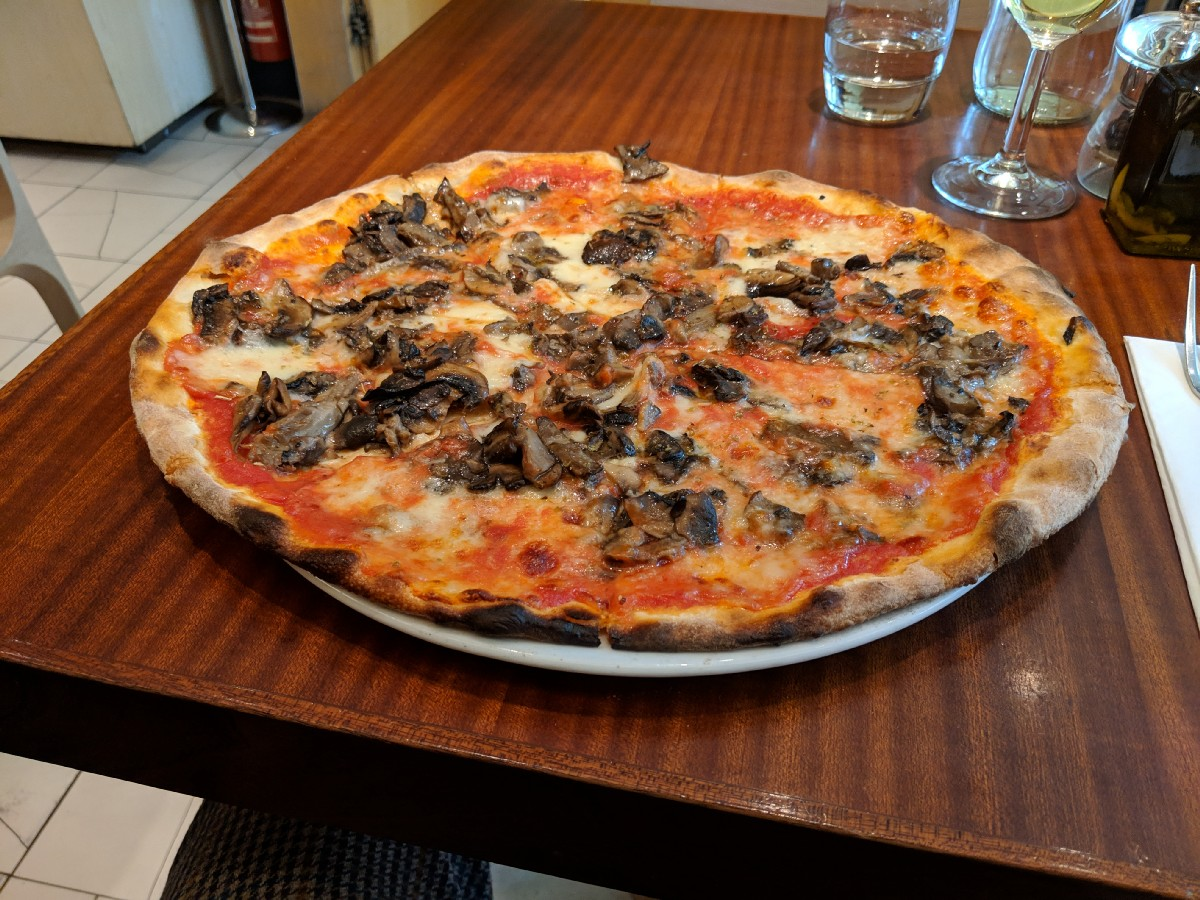
یک ظرف پیتزا به سبک رومی با پوسته نازک و ترد.

پیتزای رمی یا رومی (به ایتالیایی: pizza romana) سبکی از پیتزا است که منشأ آن شهر رم است اما اکنون به ویژه در بخش‌های مرکزی ایتالیا رایج شده‌است.
برخلاف پیتزای ناپلی، که تحت طرح تضمین شده تخصصی سنتی اتحادیه اروپا و توسط یونسکو به عنوان میراث فرهنگی ناملموس به رسمیت شناخته شده‌است در حال حاضر هیچ شناختی معادل برای پیتزا به سبک رومی وجود ندارد و بر این اساس هیچ تعریف رسمی توافق شده‌ای وجود ندارد.